# Danomyia exquisita
Danomyia exquisita là một loài ruồi trong họ Asilidae. Danomyia exquisita được Engel miêu tả năm 1932.